# Adelino da Palma Carlos
Adelino da Palma Carlos (Faro, Portugal, 3 de marzo de 1905-Lisboa, 25 de octubre de 1992) fue primer ministro del primer gobierno provisorio de Portugal (de 17 de mayo a 18 de julio de 1974). 
António de Spínola recurrió a este prestigioso abogado para que formara el primer gobierno de Portugal tras la Revolución de los Claveles. Con buenos conocimientos económicos y con la simpatía de los progresistas, tenía el perfil necesario para garantizar la respetabilidad del nuevo gobierno en los medios conservadores e internacionales. Pero una coyuntura política en la que la balanza de relación de fuerzas se inclinaba dedidamente a la izquierda, no hizo que el gobierno fuera tarea fácil. Al igual que Spínola, que era su apoyo fundamental, tuvo muchos problemas con el MFA. En vano procuró el presidente de la república crear una fuerte corriente nacional y militar que reconfortase su posición política, a través de apelamientos al buen pueblo portugués. El propio Consejo de Estado recusaría sus propuestas, de concentración de poder en las instancias presidencial y gubernamental a través de un referéndum constitucional. En consecuencia, Palma Carlos pedirá su dimisión. 
| Predecesor: Marcelo Caetano | Primer ministro de Portugal 1974 | Sucesor: Vasco Gonçalves |

- Datos: Q355202
- Multimedia: Adelino da Palma Carlos / Q355202